# Atlantocis lauri
Atlantocis lauri là một loài bọ cánh cứng trong họ Ciidae. Loài này được Wollaston miêu tả khoa học năm 1854.